# Stazione di Iseo
Stazione di Iseo vasútállomás Olaszországban, Lombardia régióban, Iseo településen.

## Vasútvonalak
Az állomást az alábbi vasútvonalak érintik:
- Brescia–Iseo–Edolo-vasútvonal
- Cremona-Iseo-vasútvonal

## Kapcsolódó állomások
A vasútállomáshoz az alábbi állomások vannak a legközelebb:
- Pilzone railway halt (Brescia–Iseo–Edolo-vasútvonal, északkelet)
- Stazione di Provaglio-Timoline (1911. szeptember 4. – , Brescia–Iseo–Edolo-vasútvonal, Cremona-Iseo-vasútvonal, dél)
- Provaglio Superiore railway station ( – 1932. május, dél, Brescia–Iseo–Edolo-vasútvonal)